# Anna Morton
Anna Livingston Reade Street Morton (née le 18 mai 1846 à Poughkeepsie (New York, morte le 14 août 1914 à Rhinebeck (New York)) est la seconde épouse du vice-président des États-Unis, Levi P. Morton.
Elle est Deuxième dame des États-Unis de 1889 à 1893 et tient souvent le rôle d'hôtesse au nom de l'administration Benjamin Harrison du fait de la maladie et disparition de la Première dame des États-Unis, Caroline Harrison. Elle est plus tard Première dame de New York de New York de 1895 à 1897.

## Enfants
De son mariage avec Morton en 1873, elle a cinq filles, un garçon étant mort en bas âge :
- Edith Livingston (né le 20 juin 1874)
- Lena Kearney Morton (1875–1903)
- Helen Stuyvesant Morton (née le 2 août 1876)
- Sohn (1877-1878)
- Alice Morton (née le 23 mars 1879)
- Mary Morton (née le 11 juin 1881)

## Source de la traduction
- (en) Cet article est partiellement ou en totalité issu de l’article de Wikipédia en anglais intitulé « Anna Morton » (voir la liste des auteurs).